# New York (Zeitschrift)
New York ist eine seit 1968 erscheinende Zeitschrift, die von Milton Glaser und Clay Felker in und für New York City entwickelt wurde. Die Zeitschrift erschien bis März 2014 wöchentlich und seitdem 14-täglich.
Die Inhalte kreisen um Lifestyle, Kultur und Politik mit einem Schwerpunkt auf das Geschehen in New York City. Sie erreicht monatlich fast 15 Millionen Leser. Herausgegeben wird das Magazin von Vox Media.

## Geschichte
New York ging aus einer seit 1964 erscheinenden Sonntagsbeilage der New York Herald Tribune hervor. In den ersten Jahren schrieben Autoren wie Tom Wolfe, Nicholas Pileggi und Gloria Steinem für das Blatt. 1971 wurde die später eigenständig erscheinende feministische Zeitschrift Ms. als Beilage zugefügt. Die Zeitschrift gehörte zu der Kerngruppe von US-amerikanischen Zeitungen und Zeitschriften, deren Schreibstil in den 1960er und 1970er Jahren unter dem Begriff New Journalism bekannt wurde.
1976 kaufte Rupert Murdoch New York, 1991 verkaufte er es weiter. 2003 erwarb Bruce Wasserstein die Zeitschrift für 55 Millionen Dollar. Nach seinem Tod in 2009 führten seine Erben sein Medienimperium weiter, vor allem unter die Führung seiner Tochter Pam Wasserstein. Im Jahr 2019 verkaufte sie New York Media an Vox Media und ist heute Präsidentin des Unternehmens.
Von 2004 bis 2019 war Adam Moss Chefredakteur. Unter seiner Leitung erhielt die Zeitschrift wiederholt wichtige nationale Auszeichnungen, u. a. im Jahr 2013 als Magazine of the Year (Beste Zeitschrift des Jahres).

## Online-Auftritt
Zum Online-Auftritt der Zeitschrift gehören auch Intelligencer, eine Website, auf der politische Berichte und Analysen der Zeitschrift vertieft werden, thecut.com, eine Website über Mode, sowie Vulture.com, eine Website über Themen aus Kultur und Unterhaltung.